# Eva Berlin
Eva Maria Berlin Wallman, född Berlin, ursprungligen Berglind, född 17 januari 1906 i Hedvig Eleonora församling, Stockholm, död 20 november 1986 i Enskede, var en svensk författare och översättare.
Hon var 1927–1939 gift med den ryske köpmannen Josef Rauchwerger. Paret var bosatt i Wien och översatte tillsammans några ungdomsböcker från ryska.
Berlin var tidvis verksam som journalist och musikkritiker, skrev pjäser för skolradio och fick dikter och noveller tryckta i bland annat Vi, Böckernas värld och Ord och bild. För vissa av sina flickböcker utgivna av B. Wahlströms förlag använde hon pseudonymerna Eva Lind och Rut Hall. Hon var även redaktör för den kortlivande tidskriften Världskontakt: utan krig, hat och fruktan (fyra nummer 1946).
Även om hon skrev några vuxenböcker dominerar ungdomsböckerna hennes verklista. Också som översättare blev det några ungdomsböcker men framförallt åtta krigsromaner av Hans Hellmut Kirst.